# Burg Schmeien
Die Burg Schmeien, eine abgegangene Höhlenburg, ist heute nur noch eine hochmittelalterliche Ruine einer ehemaligen Ortsadelsburg in einer Felswand zwischen Unter- und Oberschmeien, Ortsteilen der Stadt Sigmaringen im Landkreis Sigmaringen in Baden-Württemberg.

## Geographische Lage
Die Höhlenburg in Felshanglage befindet sich auf 650 m ü. NN etwa 500 Meter nördlich von Unterschmeien über dem linken Ufer der Schmeie und gehört zu den 27 Höhlen- bzw. Höhlungsburgen (bei letzteren ist die eigentliche Burg der mitbenutzten Höhle vorgebaut), die sich in einmaliger Konzentration im Donautal und Nebentälern nachweisen lassen. Die Ruine in exponierter Position ist über einen Steilhang und eine sechs Meter hohe Felsbarriere erreichbar.

## Geschichte
Die Anfänge dieser Burg liegen noch weitgehend im Dunkeln der Geschichte. Es wird davon ausgegangen, dass es sich um die Burg des edelfreien Ortsadels von Oberschmeien handelt. Dieses Geschlecht wurde 1137 zum ersten Mal in einer Niederschrift für das Kloster Gengenbach erwähnt. Hier wurde unter 38 Edelfreien „Eberhardus de Smiehun“ an zweiter Stelle aufgeführt. Errichtet wurde die Burg nach Auswertung von Keramikfunden in der Zeit um 1100, Erbauer könnte der im Jahr 1137 genannte Eberhart sein.
Bei ihrer ersten urkundlichen Erwähnung 1334 als Burg „Smyehen“ befand sich die Höhlenburg bereits im Besitz der Grafen von Hohenberg. Die Ortsadelsherren von Schmeien waren vermutlich zu dieser Zeit schon ausgestorben. Kurz darauf, im Jahr 1342, wurde die Burg an die Herren von Jungingen veräußert. 1362 wurde sie in einer Grenzbeschreibung noch einmal genannt: „Vom Schmychen der Burg gen Unterschmychen“.
Die häufigen Besitzerwechsel der letzten Jahre lassen darauf schließen, dass die Burg wohl nur noch als Ruine bestand, im Jahr 1461 wurde sie dann auch als Burgstall, also als eine abgegangene Burg, bezeichnet.
Im Jahr 1497 wurde der Burgstall als im Besitz der Herren von Hausen erwähnt, heute befindet sich die ehemalige Höhlenburg im Besitz der hohenzollerischen Nebenlinie Hohenzollern-Sigmaringen.

## Beschreibung
Die Burg wurde als repräsentativer Verwaltungsbau angelegt, zu dem die Untertanen hochzublicken hatten. Von der ehemaligen Burganlage erhielten sich noch Balkenlöcher, Mörtelreste einer vermuteten Frontmauer am Fels, Dachziegel- und Keramikreste in der Halde. Sie untermauern, dass das Leben in der hölzernen Wohnburg, eingepasst in den natürlichen Höhlenraum, so unbehaglich gar nicht gewesen sein dürfte. Schließlich sorgten abgabepflichtige Bauern, eine Mühle an der und alleiniges Fischrecht in der Schmeie sowie ein vermuteter größerer Wirtschaftshof auf der Hochfläche über der Höhle für auskömmliches Einkommen und bekömmliche Ernährung.